# Поліхно (Піньчовський повіт)
Поліхно (пол. Polichno) — село в Польщі, у гміні Міхалув Піньчовського повіту Свентокшиського воєводства.
Населення — 97 осіб (2011).
У 1975-1998 роках село належало до Келецького воєводства.

## Демографія
Демографічна структура на день 31 березня 2011 року:
|          | Загалом | Допрацездатний вік | Працездатний вік | Постпрацездатний вік |
| -------- | ------- | ------------------ | ---------------- | -------------------- |
| Чоловіки | 50      | 9                  | 34               | 7                    |
| Жінки    | 47      | 7                  | 25               | 15                   |
| Разом    | 97      | 16                 | 59               | 22                   |